# Univerza McMaster
Univerza McMaster oz. McMastrova univerza (uradno angleško McMaster University, okrajšano Mac) je javna raziskovalna univerza s sedežem v mestu Hamilton v kanadski provinci Ontario. Sestavlja jo šest fakultet, ki jih skupno obiskuje več kot 30.000 študentov.
Ustanovljena je bila leta 1887 kot baptistična visokošolska ustanova pod vodstvom Baptistične konvencije Ontaria in Quebeca v Torontu, ob ustanovitvi sta ji bila pripojena obstoječa Kolidž Woodstock in Baptistični kolidž v Torontu. Leta 1930 se je preselila v Hamilton. Ime je dobila po bančniku in politiku Williamu McMastru, ki ji je zapustil večino premoženja.
Med drugo svetovno vojno je v univerzitetnih laboratorijih potekala živahna raziskovalna dejavnost, predvsem na področjih fizike in kemije za potrebe vojske in vojne industrije, vključno z jedrskim programom. Po vojni je bil ustanovljen Kolidž Hamilton brez verske opredelitve, da bi lahko kandidiral na javnih razpisih za financiranje, še bolj pa se je okrepila naravoslovna usmeritev. Leta 1957 je, da bi zagotovila stabilno javno financiranje, povsem opustila versko pripadnost, z baptistično skupnostjo je ostala povezana le prek teološkega kolidža McMaster Divinity.
Po akademskih in raziskovalnih dosežkih se Univerza McMaster danes uvršča okrog 100. mesta med najboljšimi svetovnimi univerzami na različnih lestvicah. Med diplomanti je fizičarka Donna Strickland, prejemnica Nobelove nagrade za fiziko leta 2018.